# Kvasetice (Plánice)
Kvasetice jsou vesnice, část města Plánice v okrese Klatovy v Plzeňském kraji. Nachází se asi čtyři kilometry západně od Plánice. Prochází zde silnice II/187. Kvasetice jsou také název katastrálního území o rozloze 5,29 km².

## Historie
První písemná zmínka o vesnici pochází z roku 1551.

## Obyvatelstvo
| Rok            | 1869 | 1880 | 1890 | 1900 | 1910 | 1921 | 1930 | 1950 | 1961 | 1970 | 1980 | 1991 | 2001 | 2011 | 2021 |
| -------------- | ---- | ---- | ---- | ---- | ---- | ---- | ---- | ---- | ---- | ---- | ---- | ---- | ---- | ---- | ---- |
| Počet obyvatel | 393  | 395  | 397  | 384  | 368  | 383  | 358  | 214  | 205  | 179  | 175  | 170  | 149  | 129  | 114  |
| Počet domů     | 54   | 58   | 60   | 59   | 63   | 64   | 67   | 67   | 56   | 54   | 50   | 61   | 60   | 62   | 63   |

## Obecní správa
Při sčítání lidu v letech 1850–1960 Kvasetice byly samostatnou obcí, se kterým patřily nejprve do okresu Klatovy, ale v roce 1950 v okrese Horažďovice. V letech 1961–1979 byly částí obce Lovčice v okrese Klatovy. Od 1. ledna 1980 jsou částí města Plánice v okrese Klatovy. V letech 1850–1920 k obci patřily Lovčice.

## Pamětihodnosti
Západně od vesnice stojí dvůr Kratice, v jehož jádru se dochovala věž tvrze zvaná Barbora.

## Galerie

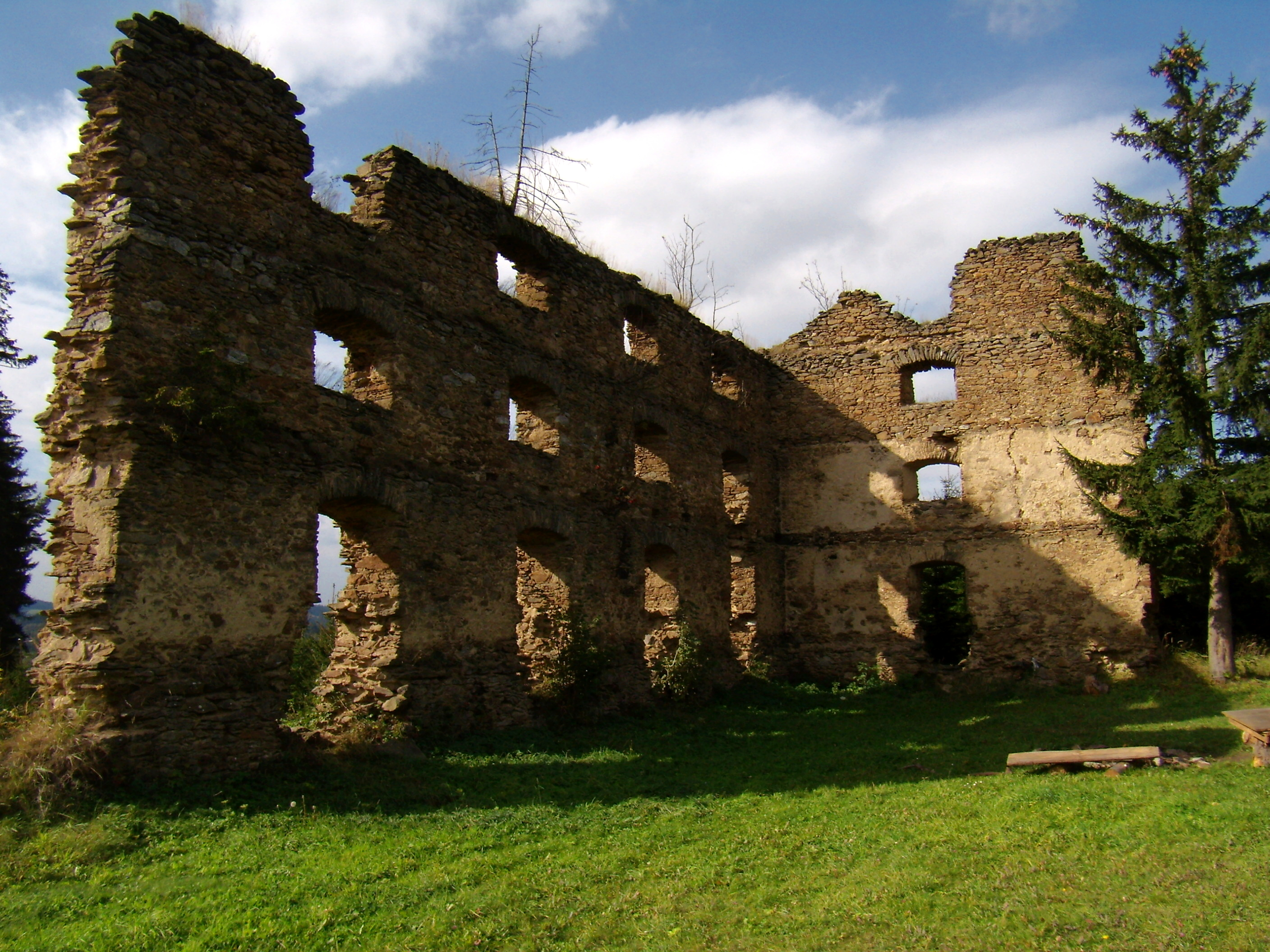
Zřícenina sýpky
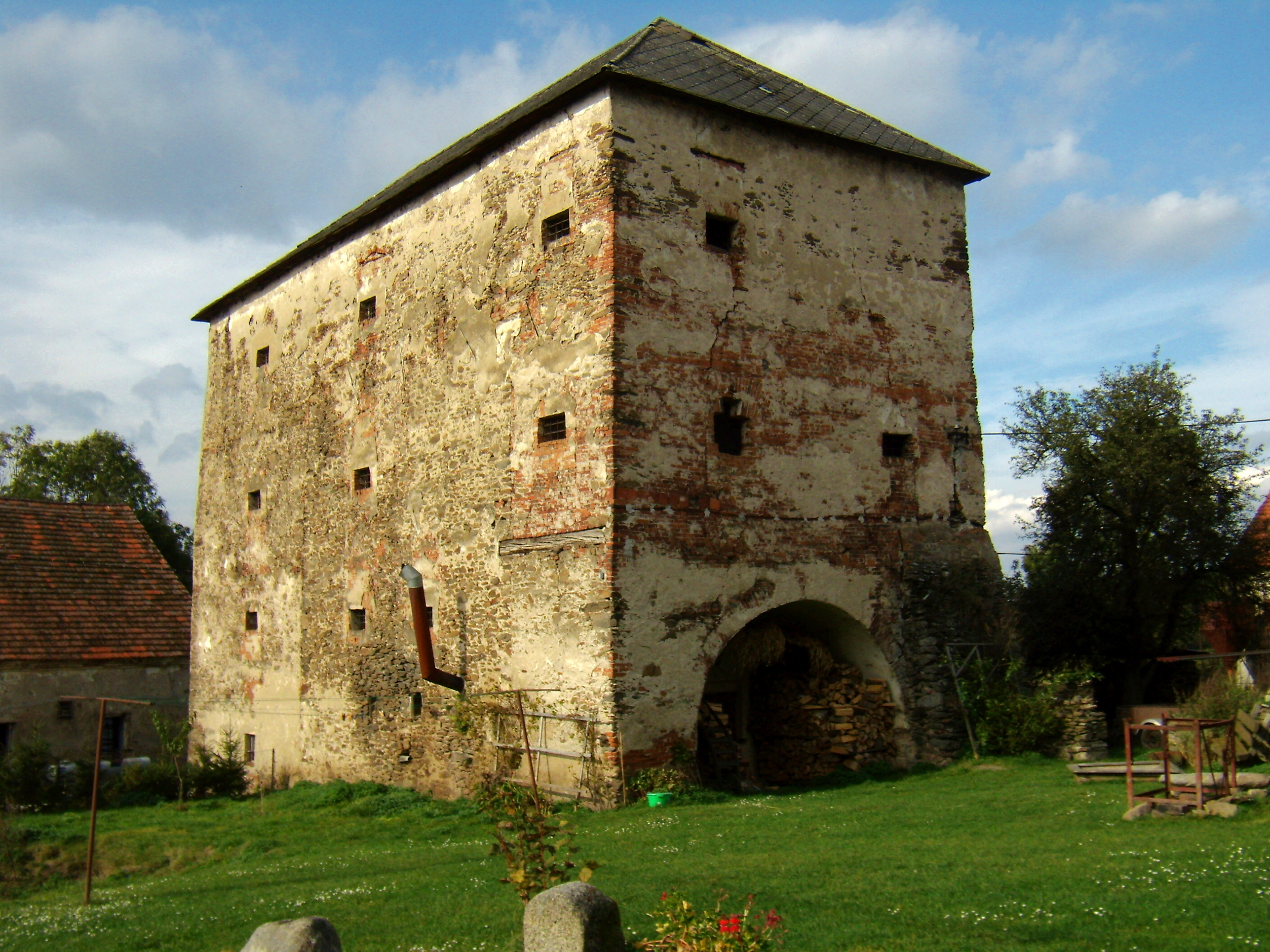
Kratice (tvrz)
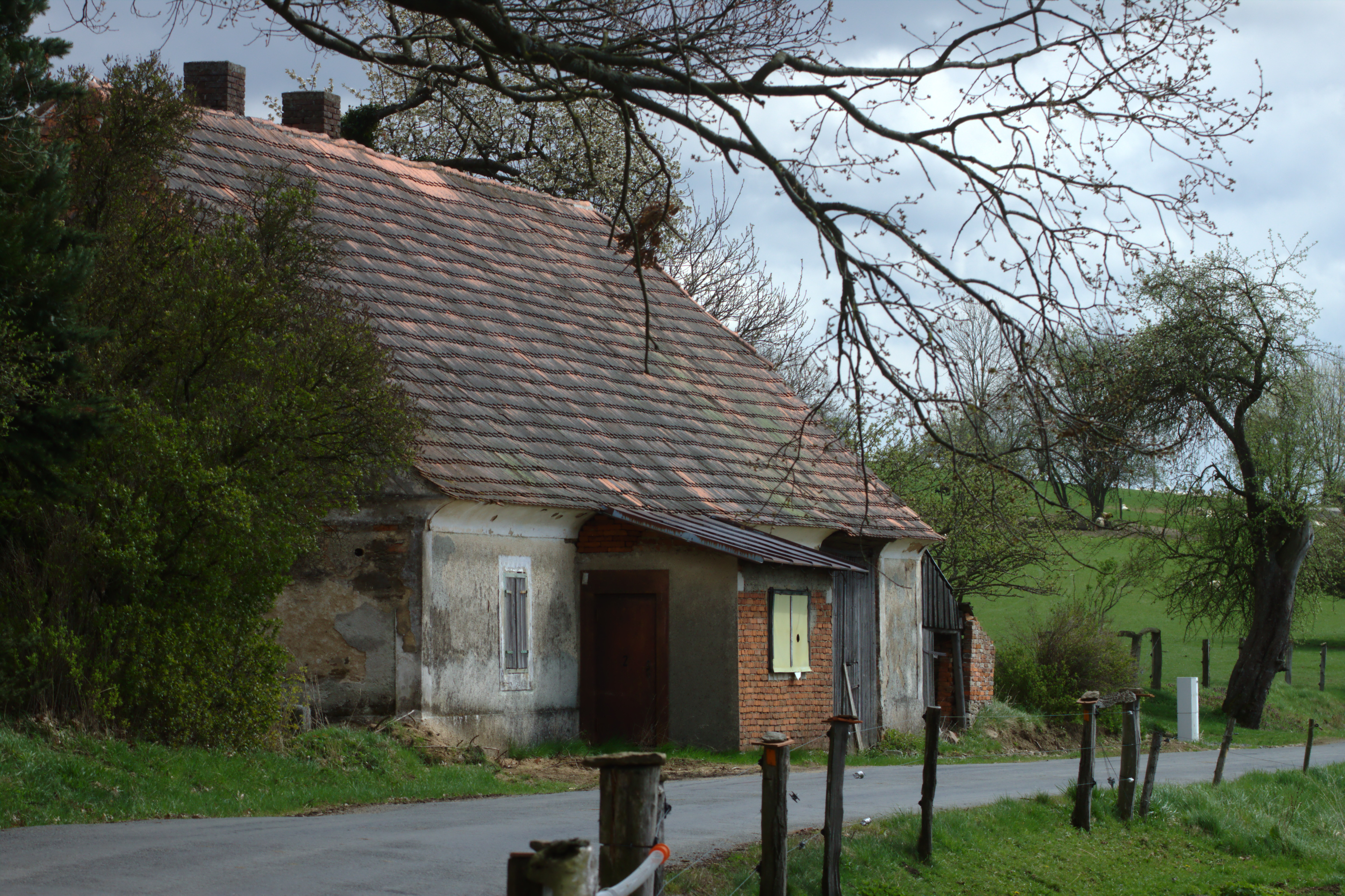
Dům
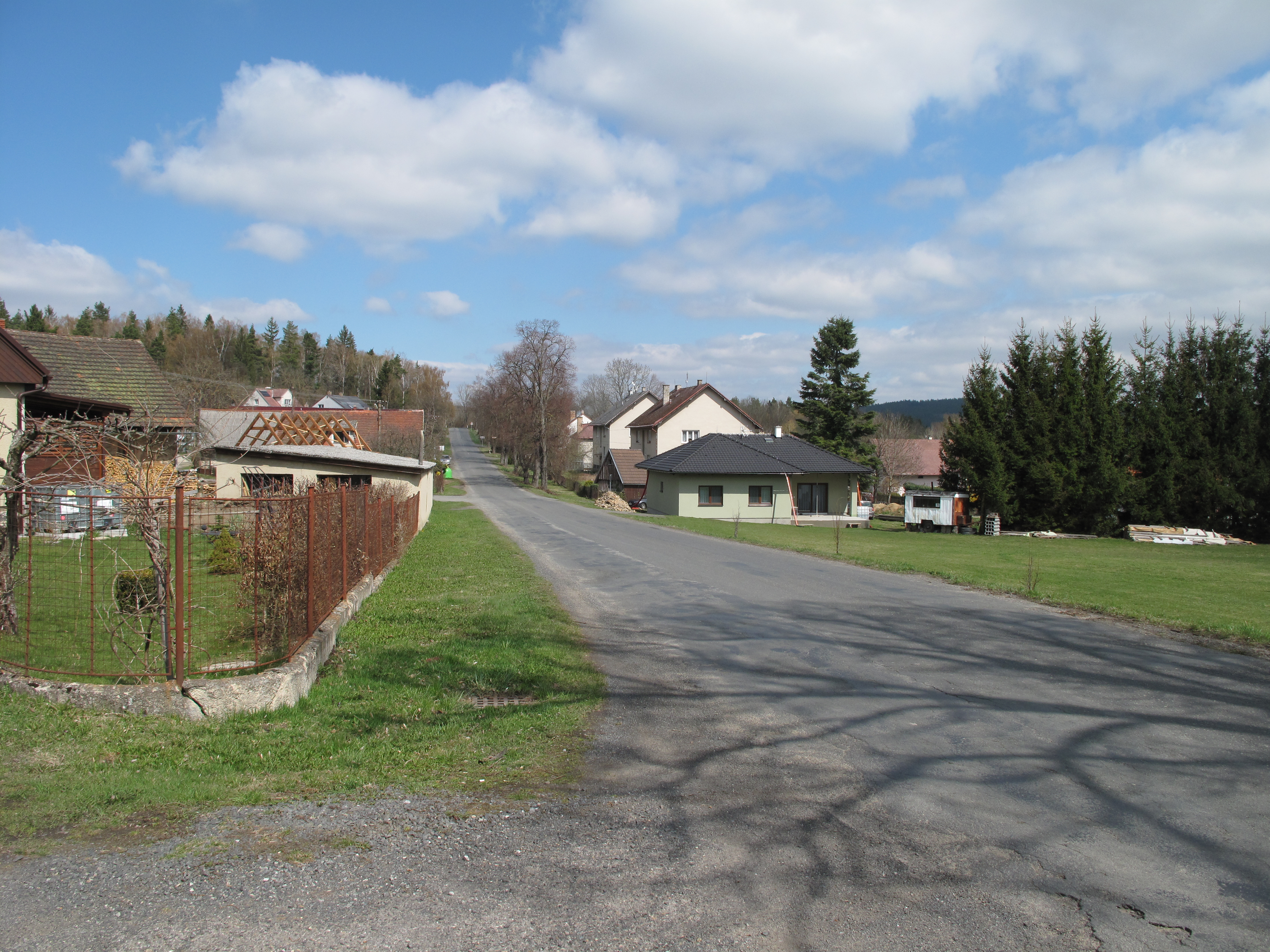
Silnice vsí